# 9e division d'infanterie (Inde)
Pour les articles homonymes, voir 9e division.
La 9e division d'infanterie indienne est une division d'infanterie indienne de l'armée britannique créée pendant la Seconde Guerre mondiale. La division faisait partie du IIIe corps indien du commandement de la Malaisie pendant l'invasion de la Malaisie. Il était commandé par le major général Arthur Edward Barstow.

## Histoire
La 9e division d'infanterie indienne a été formée le 15 septembre 1940 à Quetta, en Inde, avant d'être transférée en Malaisie. Le 15 septembre 1940, les trois brigades originales de la division étaient les 15e, 20e et 21e brigades d'infanterie indienne. Le régiment 3 / 17e Dogra de la 9e division fut la première unité de l'armée du Commonwealth britannique à connaitre son baptême du feu contre les Japonais à la bataille de Kota Bharu le 8 décembre 1941. La 9e division indienne mena une retraite défensive relativement réussie sur la côte est de la Malaisie jusqu'à ce que la 22e brigade soit coupée du reste de la division sur un pont ferroviaire, démoli près du village de Layang Layang, dans l'état de Johor. Le major général Barstow a été tué en traversant le pont, alors qu'il tentait de contacter la brigade. La 22e brigade a été balayée en essayant de trouver un autre moyen de se rendre à Singapour.
Ce qui restait de la division fusionna avec la 11e division indienne.

## Unités composantes 1941-1942
8e brigade d'infanterie indienne - Brigadier Berthold Wells (Billy) Key
- 3 / 17e régiment Dogra - Lieut. Col George Alan Preston DSO (blessé à Kota Bharu)
- 2 / 10e régiment Baloutches - Lieut. Col James Frith
- 2 / 12e Frontier Force Regiment (2e Sikhs) - Lieut. Col Arthur Cumming VC
- 1re infanterie Mysore (Indian States Forces) - Lieut. Col K. H. Preston
- 1re infanterie Hyderabad (Indian States Forces) - Lieut. Col Charles Albert "Clive" Hendrick (✝⚔ à Kota Bharu)

22e brigade d'infanterie indienne - Brigadier George Painter
- Brigadier Painter
- 2 / 18e Royal Garhwal Rifles - Lieut. Col L. H. Cockram / Lieut. Col G. E. R. S. Hartigan
- 5 / 11e régiment sikh - Lieut. Col John Parkin / MacAdam
- 1 / 13e Frontier Force Rifles - Lieut. Col Clarence Gilbert

### Unités de soutien
- ARC - Brigadier E. W. Goodman
- 5e Field Regt. - Lieut. Col E. W. F. Jephson - Royal Artillery (16 x obusiers de 4,5 pouces)
- 88e Field Regt. - Lieut. Col Sylvain Claude D'Aubuz - Royal Artillery (24 x 25 pdrs)
- 80e Régiment antichar - Lieut. Col W. Napier - Royal Artillery (48 x 2 pdrs / 47 mm Bredas)
- 21e Mountain Battery, IA - Major JBSoper IA (4 x obusiers de montagne QF 3,7 pouces)